# Yvan Quenin
Pour les articles homonymes, voir Quenin.
Yvan Quenin, né le 1er mars 1920 à Monaco où il est mort le 27 juillet 2009, est un joueur et dirigeant français de basket-ball.

## Biographie
En club, Yvan Quenin évolue sous les couleurs de l'AS Monaco.
Il joue à six reprises pour l'équipe de France en 1948, marquant 20 points. Il remporte la médaille d'argent aux Jeux olympiques d'été.
Il devient ensuite président de la section basket-ball de l'AS Monaco dans les années 1970.

## Palmarès
Équipe de France
- 6 sélections en 1948
- Jeux olympiques d'été
  -  médaille d'argent aux Jeux olympiques 1948 à Londres

Distinctions
- Insigne de Vermeil de l'AS Monaco en 1988[3]
- Chevalier de l'Ordre national du Mérite en 2000[4]